# Sébastien Flute
Sébastien Flute (ur. 25 marca 1972 w Breście) – francuski łucznik sportowy. Złoty medalista olimpijski z Barcelony.
Brał udział w trzech igrzyskach olimpijskich, począwszy od Barcelony (1992) na Sydney (2000) skończywszy. Największy sukces w karierze odniósł podczas swego debiutu olimpijskiego. W 1993 zdobył tytuł drużynowego mistrza świata. Był także medalistą mistrzostw świata i Europy.

## Starty olimpijskie (medale)
Barcelona 1992
- konkurs indywidualny -  złoto